# Culex bifoliolatus
Culex bifoliolatus är en tvåvingeart som beskrevs av Duret och Barreto 1956. Culex bifoliolatus ingår i släktet Culex och familjen stickmyggor. Inga underarter finns listade i Catalogue of Life.